# Schwedisches Filminstitut

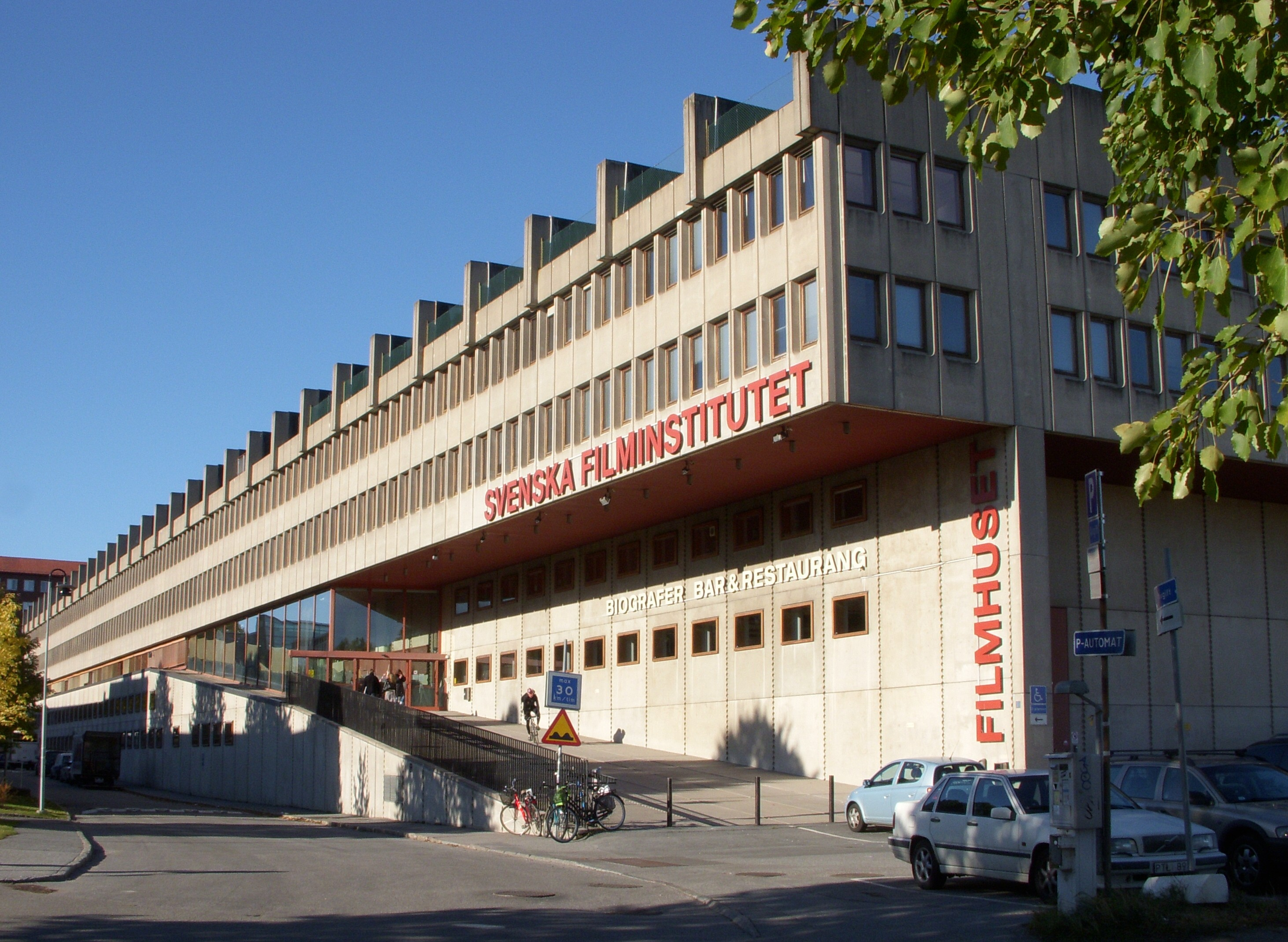
Das Filmhaus (Filmhuset) in Östermalm, Stockholm

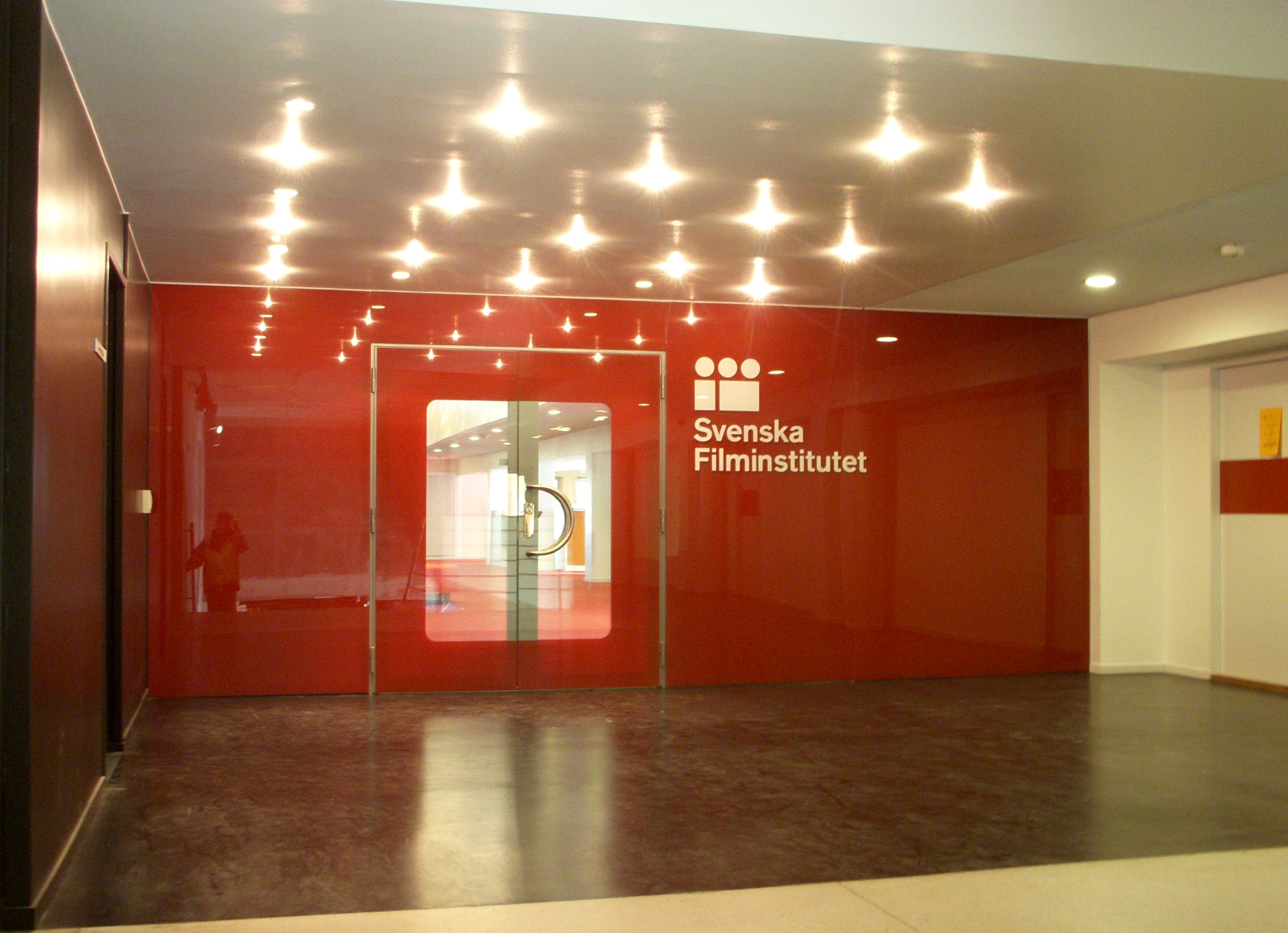
Eingang zum Svenska Filminstitutet

Das Schwedische Filminstitut (schwedisch Svenska Filminstitutet) wurde 1963 als eine Stiftung gegründet. Gründer der Stiftung waren der schwedische Staat, die schwedische Filmbranche, das schwedische Fernsehen und der Fernsehsender TV4 AB.
Das Schwedische Filminstitut hat als Zielsetzung,
- die Produktion schwedischer Filme zu unterstützen,
- die Vorführung von in- und ausländischem Qualitätsfilm zu fördern und
- Filme und film- und kulturhistorisch interessantes Material zu bewahren.

Um diese Aufgaben wahrzunehmen, werden einerseits Produktionsförderungen an schwedische Filmproduktionen vergeben, andererseits betreibt das Schwedische Filminstitut ein Filmarchiv und eine Bibliothek, ist Herausgeber von mehreren Zeitschriften (z. B. TM – Teknik & Människa und Zoom) und Referenzwerken zum schwedischen Film wie z. B. Svensk filmografi, unterstützt Filmfestivals in Schweden und die Teilnahme schwedischer Produktionen an ausländischen Festivals, betreibt eigene Filmateliers in Stockholm, vertreibt Qualitätsfilme, Filmliteratur und anderes mehr. Weiter vergibt das Schwedische Filminstitut jährlich den schwedischen Filmpreis Guldbagge in 14 Kategorien auf einer großen Filmgala in Stockholm. In den Vorführräumen des Filminstitutes finden regelmäßig Filmvorführungen statt.
Die Tätigkeit des Schwedischen Filminstitutes wird durch Beiträge des schwedischen Staates und der Fernsehsender sowie durch eine zehnprozentige Abgabe auf Eintrittskarten in Kinos finanziert.